# Kraskowo
Kraskowo (russisch Красково) ist eine Siedlung städtischen Typs mit 21.250 Einwohnern (Stand 14. Oktober 2010) in der Oblast Moskau (Russland).

## Lage

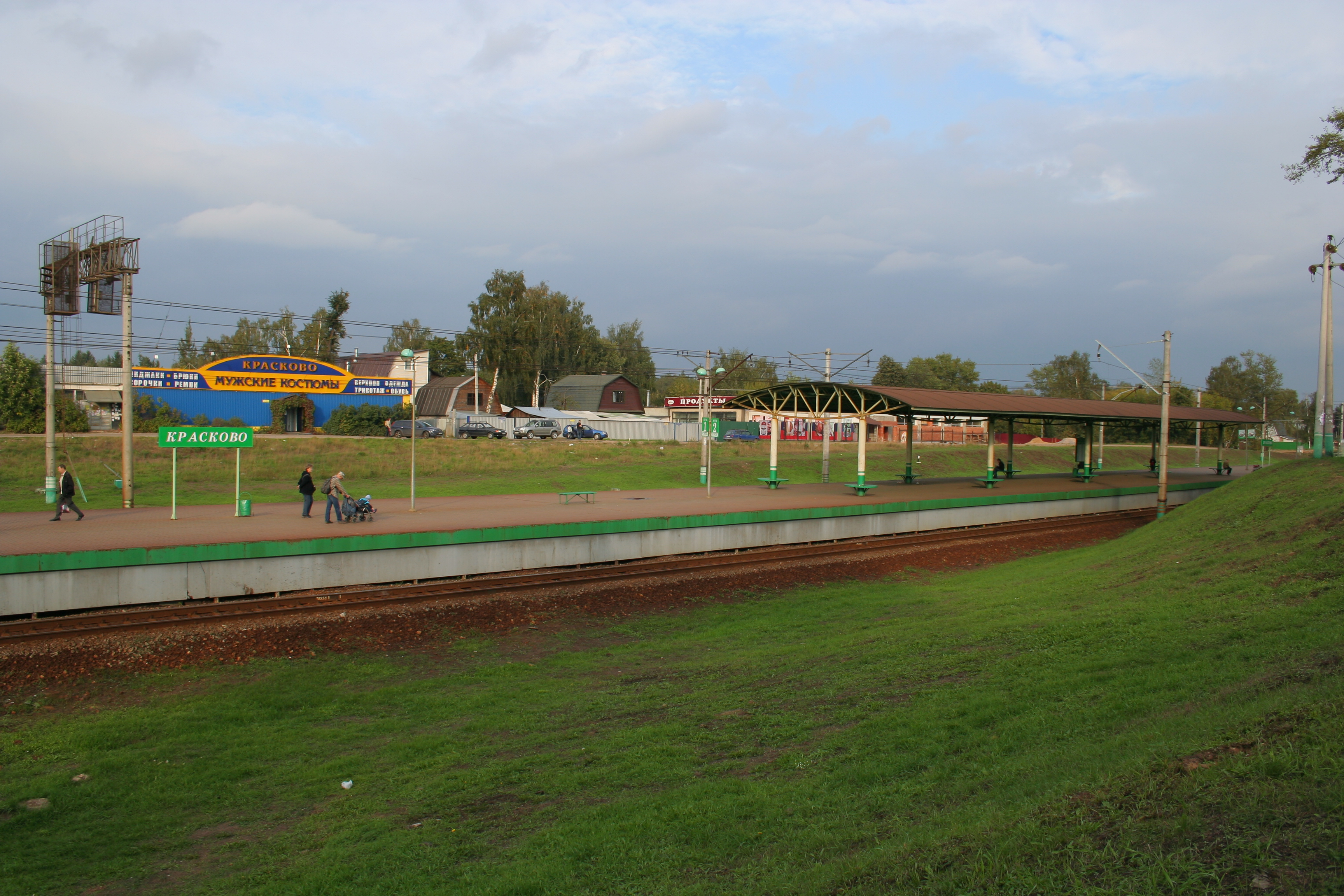
Bahnhaltepunkt Kraskowo

Kraskowo befindet sich im Rajon (Landkreis) Ljuberzy rund 30 km südöstlich von Moskau, am Moskwa-Nebenfluss Pechorka und an der Eisenbahn-Hauptstrecke von Moskau nach Rjasan. Die benachbarten größeren Orte sind unter anderem die Siedlungen Tomilino, Malachowka und Bykowo.

## Geschichte
Die erste schriftliche Erwähnung von Kraskowo als Dorf stammt aus dem Jahr 1623, das daher als Gründungsjahr des Ortes gilt. Der Name stammt vom Familiennamen eines der damaligen Landgutsherren ab. Vom 17. bis zum 19. Jahrhundert wechselte Kraskowo mehrmals den Besitzer und gehörte zeitweise auch Vertretern der Geschlechter Galitzin und Trubezkoi.
Ab Ende des 19. Jahrhunderts entstanden in und um Kraskowo zunehmend Sommerhäuser, so dass sich der Ort zu einer für das Moskauer Umland typischen Datschensiedlung entwickelte, in der sich auch berühmte Künstler wie Anton Tschechow oder Maxim Gorki mehrmals aufhielten. Bereits 1898 wurde in Kraskowo das erste öffentliche Krankenhaus im Ljuberzyer Kreis eröffnet.
Im späteren 20. Jahrhundert entstanden in Kraskowo neben weiteren Datschen auch moderne Wohnviertel nach städtischem Vorbild.

### Bevölkerungsentwicklung
| Jahr | Einwohner |
| ---- | --------- |
| 1926 | 1.317     |
| 1939 | 6.927     |
| 1959 | 10.107    |
| 1979 | 12.399    |
| 1989 | 13.806    |
| 2002 | 11.930    |
| 2010 | 21.250    |

Anmerkung: Volkszählungsdaten

## Sehenswürdigkeiten
Bei Kraskowo sind Reste des ehemaligen Trubezkoi-Landgutes aus dem 18. Jahrhundert erhalten geblieben. Sehenswert ist auch die 1833 im Empire-Stil erbaute Gottesmutter-von-Wladimir-Kirche (Церковь Иконы Божией Матери Владимирская).
- Liste großer Siedlungen in Russland

## Söhne und Töchter des Orts
- Nina Sidorowa (1910–1961), Mediävistin und Hochschullehrerin